# Uomini che odiano le donne (film)
Uomini che odiano le donne (Män som hatar kvinnor) è un film del 2009 diretto da Niels Arden Oplev.
La pellicola, uscita nelle sale svedesi il 27 febbraio 2009 ed in quelle italiane il 29 maggio 2009, è tratta dall'omonimo best seller di Stieg Larsson.

## Trama
Svezia, 2008. Mikael Blomkvist è un giornalista quarantenne che dirige la rivista "Millennium", rivista che tratta degli scandali e delle truffe del mondo politico ed imprenditoriale. Denuncia un industriale per pesanti reati ma perde la causa e viene condannato per diffamazione in primo grado a 3 mesi di carcere; la condanna definitiva sarà emessa 6 mesi dopo ed è in questo arco di tempo che si svolge la trama del film.
Lisbeth Salander è un'hacker ventiquattrenne asociale, tatuata e in abbigliamento punk. È sotto tutela legale e nel frattempo il suo tutore viene sostituito. Lisbeth va a conoscerlo ma si rivela un vero e proprio sadico che pretende favori sessuali. Impotente di fronte al suo tiranno viene stuprata, ma riesce a ricattarlo grazie ad un video girato con una telecamera nascosta.
Lisbeth scopre della ricerca di Michael Blomkvist, il giorno seguente lo incontra e lui le parla del caso su cui sta indagando: la scomparsa nel 1966 della nipote del noto industriale Henrik Vanger. La ragazza scomparve nel nulla da un'isola, in quel momento isolata dalla terraferma per un incidente automobilistico sull'unico ponte di collegamento, e per questo Henrik adduce l'omicidio preterintenzionale come unica spiegazione. La conferma all'ipotesi è la beffa dell'assassino, che continua a spedire il regalo che la ragazza gli faceva annualmente.
Dopo aver collegato la scomparsa di Harriet a una serie di sanguinosi delitti avvenuti tra gli anni quaranta e sessanta, i due investigatori cominciano a dipanare una storia familiare oscura e sconvolgente. I Vanger, però, sono gelosi dei loro segreti e i due protagonisti scopriranno di cosa siano capaci pur di difendersi.

## Produzione

### Riprese
Le location dell'immaginaria isola di Hedeby, sede della famiglia Vanger, raggiungibile dalla terraferma solamente con un ponte, il Susanne's bridge, e del paesino di Hedestad, sono state individuate dalla produzione a Segersta, sempre in Svezia.

## Colonna sonora
È stata composta da Jacob Groth e contiene i brani
- Evil Men
- Mother and Daughter
- Moving
- For Harriet
- Dark Mind
- The Start
- Rape
- Secrets
- Heavy Burden
- Would Anybody Die for Me
- Endings
- Salander

## Accoglienza
Millennium è tratto dalla trilogia di romanzi di Stieg Larsson, che hanno venduto oltre 8 milioni di copie in tutto il mondo. Larsson non è vissuto abbastanza per vedere il successo del suo lavoro, essendo morto all'improvviso nel 2004, poco dopo aver consegnato il manoscritto all'editore svedese. La morte avvenne per un malore accusato dopo aver fatto a piedi quattro piani di scale in un edificio senza ascensore.

### Incassi
- Mondo: 104150493 $[3]
- Italia: 3765130 €[4]

## Riconoscimenti
- Satellite Awards 2010: miglior attrice in un film drammatico (Noomi Rapace) e miglior film straniero
- Premi BAFTA 2011: miglior film non in lingua inglese
- Guldbagge 2010:

Miglior film
Miglior attrice a Noomi Rapace
Candidatura a migliore fotografia a Eric Kress

## Remake
Il 20 dicembre 2011 è uscito il remake hollywoodiano diretto da David Fincher Millennium - Uomini che odiano le donne, con Rooney Mara nel ruolo di Lisbeth e Daniel Craig in quello di Mikael.. In Italia è arrivato nelle sale il 3 febbraio 2012.

## Sequel
- Il 18 settembre 2009 è uscito nelle sale il film La ragazza che giocava con il fuoco, sequel tratto dal secondo libro della serie.
- Il 29 novembre 2009 è uscito il terzo film della serie, La regina dei castelli di carta.